# The End (album The End)
The End – album polskiej grupy The End, wydany w 1993 na nośniku kasety magnetofonowej. Materiał nagrano w Izabelin Studio w okresie maj – lipiec 1992. Realizacja Grzegorz Piwkowski i Andrzej Puczyński.

## Lista utworów
Strona A
1. „Piątek wieczorem” – 4:04
2. „Inny świat” – 4:30
3. „To moje miasto” – 2:15
4. „Kiedy byłem mały” – 3:25
5. „Spacer” – 2:50
6. „Jeśli chcesz odejść” – 6:43

Strona B
1. „Zaczynam od nowa” – 5:50
2. „Czy uda się” – 3:57
3. „Budzę się sam” – 3:45
4. „Bukiet róż” – 5:05
5. „Boczny tor” – 4:07

## Twórcy
- Robert Lubera – śpiew, gitara, harmonijka ustna (muzyka i słowa, z wyj. „To moje miasto” sł. Mariusz Moskalewicz)
- Mariusz Koziołkiewicz – instrumenty klawiszowe
- Wojciech Trześniowski – gitara basowa
- Andrzej Barnaś – gitara
- Leszek Dziarek – perkusja
- Stanisław Domarski – saksofon

Gościnnie
- Andrzej Paprot – gitara
- Ewa Litwińska – śpiew
- Monika Nadajewska – instrumenty klawiszowe